# Разред
Разредът (на латински: ordo; на английски: order) е биологична таксономична група (категория) от класификацията на организмите, намираща се между класа и семейството. Понякога разредът се разделя на подразреди (на латински: subordo). Също така отделните разреди могат да се групират в надразреди (на латински: superordo).